# Wellcome Trust
Der Wellcome Trust ist eine gemeinnützige Treuhand mit Sitz in London. Sie wurde 1936 gegründet, um das Erbe des Burroughs Wellcome & Company-Mitbegründers Henry Wellcome zu verwalten. Erklärtes Ziel ist die „Forschung zu fördern, um die Gesundheit von Mensch und Tier zu verbessern“. Er ist, nach der Bill and Melinda Gates Foundation, die weltweit zweitreichste Stiftung, die medizinische Forschung fördert, und hatte 2018 ein Vermögen von 26 Milliarden Euro.

## Organisation und Verwaltung

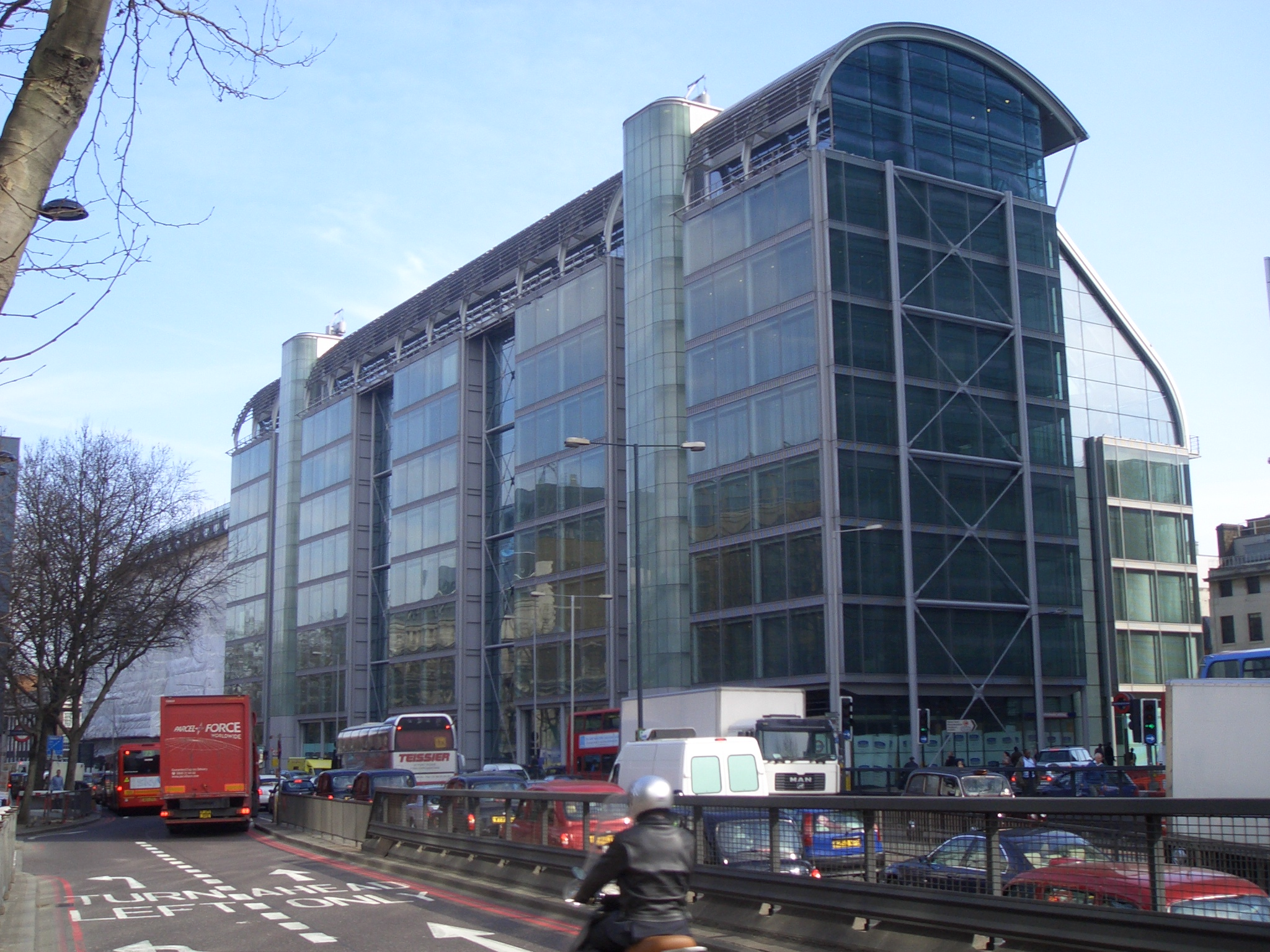
Gibbs Building, Verwaltungssitz des Wellcome Trust in der Londoner Euston Road (2005)

Sitz der Wellcome Trust-Verwaltung ist das nach Roger Gibbs (dem ehemaligen Verwaltungsratsvorsitzenden von 1983 und 1999) stiftungseigene Gibbs Building im Stadtbezirk London Borough of Camden.
Verwaltungsratsvorsitzende seit 2015 ist Eliza Manningham-Buller, Baroness Manningham-Buller; bereits 2008 wurde sie in der Organisation zur Gouverneurin ernannt. Direktor des Wellcome Trust seit 2013 ist der Infektiologe Jeremy Farrar.

## Beteiligungen
Bis Juni 1992 war der Wellcome Trust mit 73,6 % Mehrheitsaktionär des damaligen Pharmakonzerns Wellcome plc mit den seinerzeit umsatzstarken Präparaten Zovirax und Retrovir. Im Juli 1992 verkaufte die Stiftung 270 Mio. Aktien im Wert von 2,16 Mrd. Pfund Sterling, reduzierte somit ihren Anteil an Wellcome plc auf 42 % und veräußerte 1995 komplett die verbliebenen Anteile an dem Pharmaunternehmen.
Die Stiftung ist mit 14 % an der Bau- und Betreibergesellschaft Diamond Light Source Ltd  beteiligt, die 2007 die Synchrotronstrahlungsquelle Diamond Light Source in Oxfordshire, England in betrieb nahm.

## Geförderte Projekte

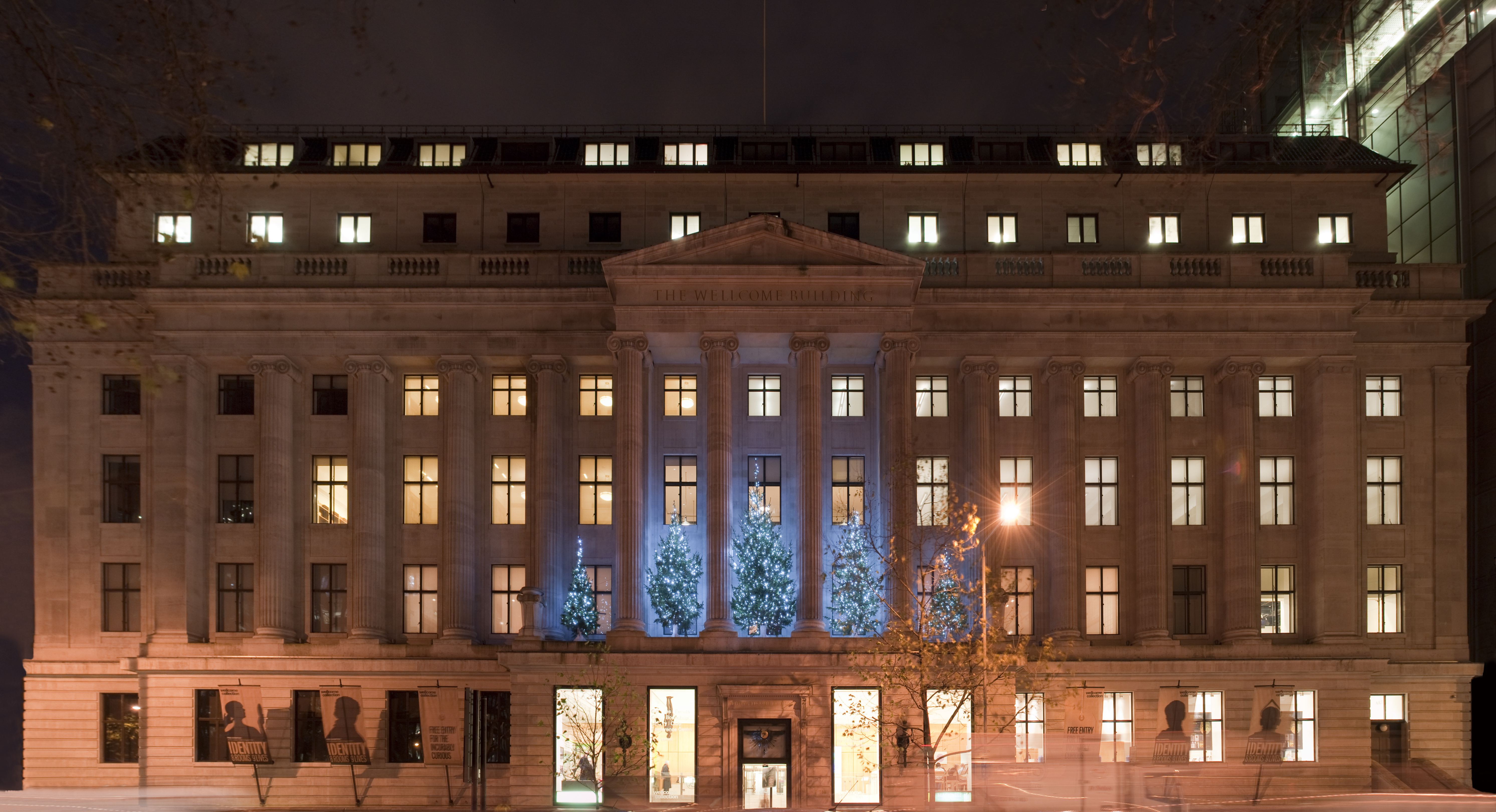
Wellcome Collection

Der Wellcome Trust investiert über 400 Millionen Pfund pro Jahr in biomedizinische Forschung, davon hauptsächlich Grundlagenforschung ohne direkte Anwendung. Gelder des Wellcome Trust haben folgende Aktivitäten maßgeblich mitfinanziert:
- Sequenzierung des menschlichen Genoms durch das Sanger-Institut an der Universität Cambridge
- Entwicklung des Antimalaria-Wirkstoffes Artemisinin
- Gründung der „UK-Biobank“
- die Peptidase-Datenbank MEROPS
- Bau des Wellcome-Flügels des Science Museums in London

Der Wellcome Trust förderte auch das Wellcome Trust Centre for the History of Medicine am University College London und ist eine der Trägerorganisationen des Francis Crick Institute.
2007 wurde das Wellcome-Collection-Museum und Bibliothek eröffnet.